# Serie A1 w piłce siatkowej mężczyzn (2017/2018)
Serie A1 siatkarzy 2017/2018 – 73. sezon walki o mistrzostwo Włoch organizowany przez Lega Pallavolo Serie A pod egidą Włoskiego Związku Piłki Siatkowej (wł. Federazione Italiana Pallavolo, FIPAV).

## Polacy w Serie A
| Imię i nazwisko | Klub                                 |
| --------------- | ------------------------------------ |
| Damian Domagała | Tonno Callipo Calabria Vibo Valentia |
| Miłosz Hebda    | BCC Castellana Grotte                |

## Drużyny uczestniczące
| \| \| Uczestnicy poprzedniej edycji \| \| \| \| --------------------------------------------------------------------------------------------------------------------------------------------------------------------------------- \| ------------------------------------ \| -- \| --- \| \| LUB \| Cucine Lube Civitanova \| 1 \| LM \| \| TRE \| Diatec Trentino \| 2 \| LM \| \| PER \| Sir Safety Conad Perugia \| 3 \| LM \| \| MOD \| Azimut Modena \| 4 \| \| \| WER \| Calzedonia Werona \| 5 \| CEV \| \| PIA \| Wixo LPR Piacenza \| 6 \| \| \| MON \| Gi Group Monza \| 7 \| \| \| CAL \| Tonno Callipo Calabria Vibo Valentia \| 8 \| \| \| RAW \| Bunge Rawenna \| 9 \| PCh \| \| LAT \| Taiwan Excellence Latina \| 10 \| \| \| PAD \| Kioene Padwa \| 11 \| \| \| SOR \| Biosì Indexa Sora \| 12 \| \| \| MIL \| Revivre Milano \| 13 \| \| \| \| Awans z Serie A2 \| \| \| \| CGR \| BCC Castellana Grotte \| 1 \| \| \| Oznaczenia: - kolumna pierwsza – skróty nazw drużyn wpisane na mapie (jeśli ta została zamieszczona), - kolumna trzecia – miejsce zajęte przez daną drużynę w poprzednim sezonie. \| \| \| \| |                                      | LUBTREPERMODWERPIAMONCALRAWLATPADSORMILCGR Lokalizacja klubów |     |
| | Uczestnicy poprzedniej edycji        |                                                               |     |
| LUB | Cucine Lube Civitanova               | 1                                                             | LM  |
| TRE | Diatec Trentino                      | 2                                                             | LM  |
| PER | Sir Safety Conad Perugia             | 3                                                             | LM  |
| MOD | Azimut Modena                        | 4                                                             |     |
| WER | Calzedonia Werona                    | 5                                                             | CEV |
| PIA | Wixo LPR Piacenza                    | 6                                                             |     |
| MON | Gi Group Monza                       | 7                                                             |     |
| CAL | Tonno Callipo Calabria Vibo Valentia | 8                                                             |     |
| RAW | Bunge Rawenna                        | 9                                                             | PCh |
| LAT | Taiwan Excellence Latina             | 10                                                            |     |
| PAD | Kioene Padwa                         | 11                                                            |     |
| SOR | Biosì Indexa Sora                    | 12                                                            |     |
| MIL | Revivre Milano                       | 13                                                            |     |
| | Awans z Serie A2                     |                                                               |     |
| CGR | BCC Castellana Grotte                | 1                                                             |     |
| Oznaczenia: - kolumna pierwsza – skróty nazw drużyn wpisane na mapie (jeśli ta została zamieszczona), - kolumna trzecia – miejsce zajęte przez daną drużynę w poprzednim sezonie. |                                      |                                                               |     |

## Hale sportowe
| Klub                                 | Hala sportowa                | Liczba miejsc siedzących |
| ------------------------------------ | ---------------------------- | ------------------------ |
| BCC Castellana Grotte                | PalaFlorio                   | 4540                     |
| Taiwan Excellence Latina             | PalaBianchini                | 2500                     |
| Revivre Milano                       | PalaYamamay                  | 5000                     |
| Gi Group Monza                       | Candy Arena                  | 4500                     |
| Azimut Modena                        | PalaPanini                   | 5219                     |
| Kioene Padwa                         | Palasport San Lazzaro        | 3916                     |
| Sir Safety Conad Perugia             | PalaEvangelisti              | 5300                     |
| Wixo LPR Piacenza                    | PalaBanca                    | 3700                     |
| Bunge Rawenna                        | Palazzo Mauro De André       | 3500                     |
| Biosì Indexa Sora                    | PalaSport Città di Frosinone | 2800                     |
| Cucine Lube Civitanova               | PalaCivitanova               | 4200                     |
| Diatec Trentino                      | PalaTrento                   | 4360                     |
| Calzedonia Werona                    | PalaOlimpia                  | 5350                     |
| Tonno Callipo Calabria Vibo Valentia | PalaValentia                 | 2500                     |

## Rozgrywki

### Faza zasadnicza

#### Tabela wyników
| Gospodarz \ Gość1                    | LUB | TRE | PER | MOD | WER | PIA | MON | CAL | RAW | LAT | PAD | SOR | MIL | CGR |
| ------------------------------------ | --- | --- | --- | --- | --- | --- | --- | --- | --- | --- | --- | --- | --- | --- |
| Cucine Lube Civitanova               | -   | 3:0 | 3:0 | 0:3 | 3:0 | 3:2 | 3:0 | 3:1 | 3:0 | 3:0 | 3:2 | 3:0 | 3:1 | 3:0 |
| Diatec Trentino                      | 1:3 | -   | 0:3 | 3:2 | 1:3 | 3:0 | 3:1 | 3:0 | 3:1 | 3:2 | 3:0 | 3:0 | 2:3 | 3:1 |
| Sir Safety Conad Perugia             | 3:1 | 3:0 | -   | 0:3 | 3:1 | 3:0 | 3:0 | 3:0 | 3:0 | 3:0 | 3:0 | 3:0 | 3:0 | 3:0 |
| Azimut Modena                        | 1:3 | 2:3 | 3:2 | -   | 3:0 | 3:0 | 3:0 | 3:2 | 3:0 | 3:0 | 1:3 | 3:1 | 3:2 | 3:0 |
| Calzedonia Werona                    | 0:3 | 1:3 | 0:3 | 1:3 | -   | 3:2 | 3:1 | 3:0 | 3:2 | 3:1 | 3:0 | 3:1 | 3:1 | 3:0 |
| Wixo LPR Piacenza                    | 2:3 | 0:3 | 0:3 | 3:2 | 2:3 | -   | 3:0 | 3:2 | 1:3 | 3:2 | 1:3 | 3:1 | 3:1 | 3:0 |
| Gi Group Monza                       | 1:3 | 3:2 | 0:3 | 2:3 | 1:3 | 2:3 | -   | 1:3 | 3:1 | 3:1 | 3:1 | 3:1 | 1:3 | 3:0 |
| Tonno Callipo Calabria Vibo Valentia | 1:3 | 2:3 | 0:3 | 0:3 | 1:3 | 1:3 | 2:3 | -   | 0:3 | 3:2 | 0:3 | 0:3 | 0:3 | 3:2 |
| Bunge Rawenna                        | 0:3 | 3:0 | 0:3 | 0:3 | 3:2 | 2:3 | 3:0 | 3:1 | -   | 3:0 | 3:1 | 3:0 | 0:3 | 3:0 |
| Taiwan Excellence Latina             | 3:0 | 1:3 | 1:3 | 1:3 | 2:3 | 2:3 | 1:3 | 3:0 | 3:0 | -   | 2:3 | 3:0 | 0:3 | 3:0 |
| Kioene Padwa                         | 0:3 | 1:3 | 1:3 | 1:3 | 2:3 | 0:3 | 3:1 | 3:1 | 2:3 | 3:0 | -   | 3:0 | 0:3 | 3:0 |
| Biosì Indexa Sora                    | 0:3 | 1:3 | 1:3 | 0:3 | 0:3 | 1:3 | 0:3 | 3:1 | 2:3 | 2:3 | 1:3 | -   | 0:3 | 3:1 |
| Revivre Milano                       | 1:3 | 2:3 | 1:3 | 3:2 | 0:3 | 2:3 | 3:1 | 3:1 | 1:3 | 2:3 | 3:1 | 3:0 | -   | 3:0 |
| BCC Castellana Grotte                | 3:2 | 1:3 | 0:3 | 0:3 | 0:3 | 0:3 | 3:2 | 2:3 | 0:3 | 3:1 | 0:3 | 2:3 | 0:3 | -   |

Źródło:  (wł.)
1 Drużyna gospodarzy jest wymieniona po lewej stronie tabeli.
Kolory:
  zwycięstwo gospodarzy 3:0 lub 3:1
  zwycięstwo gospodarzy 3:2
  zwycięstwo gości 3:0 lub 3:1
  zwycięstwo gości 3:2

#### Terminarz i wyniki
| Data        | Godz. | Gospodarz                            | Rezultat                                       | Gość                                 | Widzów | MVP                         |
| ----------- | ----- | ------------------------------------ | ---------------------------------------------- | ------------------------------------ | ------ | --------------------------- |
| 1. kolejka  |       |                                      |                                                |                                      |        |                             |
| 15.10.2017  | 18:00 | Azimut Modena                        | 3:0 (25:16, 25:15, 26:24) Raport               | BCC Castellana Grotte                | 3976   | Giulio Sabbi                |
| 15.10.2017  | 18:00 | Sir Safety Conad Perugia             | 3:0 (25:17, 25:16, 25:22) Raport               | Kioene Padwa                         | 3304   | Aleksandar Atanasijević     |
| 15.10.2017  | 18:00 | Gi Group Monza                       | 3:1 (17:25, 25:17, 25:16, 25:21) Raport        | Biosì Indexa Sora                    | 1422   | Donovan Džavoronok          |
| 15.10.2017  | 18:00 | Tonno Callipo Calabria Vibo Valentia | 1:3 (23:25, 22:25, 25:22, 23:25) Raport        | Cucine Lube Civitanova               | 1204   | Osmany Juantorena           |
| 15.10.2017  | 18:00 | Bunge Rawenna                        | 2:3 (25:22, 25:13, 16:25, 22:25, 15:17) Raport | Wixo LPR Piacenza                    | 1832   | Ludovico Giuliani           |
| 15.10.2017  | 18:00 | Diatec Trentino                      | 2:3 (22:25, 25:20, 20:25, 25:19, 13:15) Raport | Revivre Milano                       | 3156   | Nimir Abdel-Aziz            |
| 15.10.2017  | 18:00 | Taiwan Excellence Latina             | 2:3 (22:25, 22:25, 25:22, 25:19, 17:19) Raport | Calzedonia Werona                    | 1137   | Saša Starović               |
| 2. kolejka  |       |                                      |                                                |                                      |        |                             |
| 22.10.2017  | 18:00 | Calzedonia Werona                    | 0:3 (16:25, 21:25, 19:25) Raport               | Sir Safety Conad Perugia             | 4212   | Aleksandar Atanasijević     |
| 22.10.2017  | 18:00 | Biosì Indexa Sora                    | 0:3 (22:25, 23:25, 22:25) Raport               | Azimut Modena                        | 2520   | Bruno Rezende               |
| 22.10.2017  | 18:00 | Kioene Padwa                         | 1:3 (21:25, 19:25, 25:17, 23:25) Raport        | Diatec Trentino                      | 3207   | Filippo Lanza               |
| 22.10.2017  | 18:00 | Revivre Milano                       | 3:1 (25:20, 25:23, 20:25, 25:21) Raport        | Gi Group Monza                       | 1917   | Nimir Abdel-Aziz            |
| 22.10.2017  | 18:00 | BCC Castellana Grotte                | 3:1 (25:22, 20:25, 25:17, 25:22) Raport        | Taiwan Excellence Latina             | 1259   | Bruno Canuto                |
| 22.10.2017  | 18:00 | Wixo LPR Piacenza                    | 3:2 (23:25, 25:20, 25:23, 24:26, 15:10) Raport | Tonno Callipo Calabria Vibo Valentia | 1978   | Simone Parodi               |
| 22.11.2017  | 20:30 | Cucine Lube Civitanova               | 3:0 (25:14, 25:20, 26:24) Raport               | Bunge Rawenna                        | 2664   | Micah Christenson           |
| 3. kolejka  |       |                                      |                                                |                                      |        |                             |
| 25.10.2017  | 20:30 | Azimut Modena                        | 3:0 (25:22, 25:14, 25:19) Raport               | Gi Group Monza                       | 3671   | Maxwell Holt                |
| 25.10.2017  | 20:30 | Tonno Callipo Calabria Vibo Valentia | 0:3 (23:25, 13:25, 20:25) Raport               | Kioene Padwa                         | 756    | Gabriele Nelli              |
| 25.10.2017  | 20:30 | Wixo LPR Piacenza                    | 0:3 (22:25, 24:26, 22:25) Raport               | Sir Safety Conad Perugia             | 2621   | Aaron Russell               |
| 25.10.2017  | 20:30 | Bunge Rawenna                        | 3:0 (31:29, 25:15, 25:21) Raport               | Diatec Trentino                      | 1778   | Paul Buchegger              |
| 25.10.2017  | 20:30 | Biosì Indexa Sora                    | 2:3 (15:25, 13:25, 25:19, 25:23, 9:15) Raport  | Taiwan Excellence Latina             | 2135   | Dušan Petković              |
| 26.10.2017  | 20:30 | Revivre Milano                       | 1:3 (24:26, 22:25, 26:24, 22:25) Raport        | Cucine Lube Civitanova               | 2386   | Micah Christenson           |
| 13.12.2017  | 20:30 | BCC Castellana Grotte                | 0:3 (23:25, 20:25, 17:25) Raport               | Calzedonia Werona                    | 919    | Mohammad Dżawad Manawineżad |
| 4. kolejka  |       |                                      |                                                |                                      |        |                             |
| 28.10.2017  | 20:30 | Diatec Trentino                      | 3:1 (23:25, 25:22, 25:19, 25:16) Raport        | BCC Castellana Grotte                | 2735   | Filippo Lanza               |
| 29.10.2017  | 17:30 | Gi Group Monza                       | 1:3 (25:22, 23:25, 23:25, 21:25) Raport        | Tonno Callipo Calabria Vibo Valentia | 2285   | Manuel Coscione             |
| 29.10.2017  | 18:00 | Bunge Rawenna                        | 3:0 (25:18, 25:18, 25:18) Raport               | Biosì Indexa Sora                    | 1493   | Santiago Orduna             |
| 29.10.2017  | 18:00 | Azimut Modena                        | 3:0 (25:15, 25:19, 25:23) Raport               | Wixo LPR Piacenza                    | 3932   | Earvin N’Gapeth             |
| 29.10.2017  | 18:00 | Sir Safety Conad Perugia             | 3:0 (25:19, 25:20, 25:23) Raport               | Revivre Milano                       | 3389   | Massimo Colaci              |
| 29.10.2017  | 18:00 | Taiwan Excellence Latina             | 3:0 (25:21, 25:22, 28:26) Raport               | Cucine Lube Civitanova               | 1318   | Cristian Savani             |
| 29.10.2017  | 18:00 | Kioene Padwa                         | 2:3 (20:25, 25:22, 21:25, 29:27, 12:15) Raport | Calzedonia Werona                    | 2191   | Thomas Jaeschke             |
| 5. kolejka  |       |                                      |                                                |                                      |        |                             |
| 01.11.2017  | 18:00 | Sir Safety Conad Perugia             | 3:0 (25:21, 25:16, 25:11) Raport               | Gi Group Monza                       | 3317   | Luciano De Cecco            |
| 01.11.2017  | 18:00 | Kioene Padwa                         | 3:0 (25:22, 25:13, 25:23) Raport               | Biosì Indexa Sora                    | 2029   | Gabriele Nelli              |
| 01.11.2017  | 18:00 | Cucine Lube Civitanova               | 3:0 (25:22, 30:28, 29:27) Raport               | Diatec Trentino                      | 3666   | Taylor Sander               |
| 01.11.2017  | 18:00 | Revivre Milano                       | 1:3 (25:19, 20:25, 17:25, 23:25) Raport        | Bunge Rawenna                        | 1911   | Santiago Orduna             |
| 01.11.2017  | 18:00 | Calzedonia Werona                    | 1:3 (25:23, 18:25, 21:25, 20:25) Raport        | Azimut Modena                        | 3453   | Earvin N’Gapeth             |
| 01.11.2017  | 18:00 | BCC Castellana Grotte                | 2:3 (27:25, 25:20, 24:26, 21:25, 14:16) Raport | Tonno Callipo Calabria Vibo Valentia | 1228   | François Lecat              |
| 02.11.2017  | 20:30 | Taiwan Excellence Latina             | 2:3 (25:21, 25:20, 22:25, 19:25, 12:15) Raport | Wixo LPR Piacenza                    | 1207   | Trévor Clévenot             |
| 6. kolejka  |       |                                      |                                                |                                      |        |                             |
| 05.11.2017  | 18:00 | Gi Group Monza                       | 3:0 (25:20, 25:21, 26:24) Raport               | BCC Castellana Grotte                | 1602   | Donovan Džavoronok          |
| 05.11.2017  | 18:00 | Bunge Rawenna                        | 3:1 (23:25, 25:13, 25:21, 25:19) Raport        | Kioene Padwa                         | 1952   | Cristian Poglajen           |
| 05.11.2017  | 18:00 | Diatec Trentino                      | 1:3 (21:25, 21:25, 25:17, 22:25) Raport        | Calzedonia Werona                    | 3277   | Stephen Maar                |
| 05.11.2017  | 18:00 | Biosì Indexa Sora                    | 1:3 (20:25, 26:28, 25:21, 21:25) Raport        | Sir Safety Conad Perugia             | 2712   | Dušan Petković              |
| 05.11.2017  | 18:00 | Wixo LPR Piacenza                    | 3:1 (25:23, 18:25, 27:25, 32:30) Raport        | Revivre Milano                       | 2184   | Alessandro Fei              |
| 05.11.2017  | 18:00 | Tonno Callipo Calabria Vibo Valentia | 3:2 (25:17, 19:25, 23:25, 25:22, 15:13) Raport | Taiwan Excellence Latina             | 915    | Oleg Antonow                |
| 05.11.2017  | 18:15 | Azimut Modena                        | 1:3 (25:21, 19:25, 23:25, 21:25) Raport        | Cucine Lube Civitanova               | 4982   | Osmany Juantorena           |
| 7. kolejka  |       |                                      |                                                |                                      |        |                             |
| 08.11.2017  | 20:30 | BCC Castellana Grotte                | 0:3 (20:25, 23:25, 22:25) Raport               | Wixo LPR Piacenza                    | 974    | Trévor Clévenot             |
| 10.11.2017  | 20:45 | Revivre Milano                       | 3:1 (23:25, 25:22, 25:22, 25:22) Raport        | Tonno Callipo Calabria Vibo Valentia | 1838   | Gianluca Galassi            |
| 12.11.2017  | 18:00 | Cucine Lube Civitanova               | 3:0 (25:21, 25:16, 25:15) Raport               | Biosì Indexa Sora                    | 2417   | Dragan Stanković            |
| 12.11.2017  | 18:00 | Kioene Padwa                         | 3:1 (25:8, 17:25, 36:34, 25:22) Raport         | Gi Group Monza                       | 2505   | Luigi Randazzo              |
| 12.11.2017  | 18:00 | Taiwan Excellence Latina             | 1:3 (24:26, 25:22, 32:34, 16:25) Raport        | Azimut Modena                        | 1658   | Earvin N’Gapeth             |
| 12.11.2017  | 18:00 | Calzedonia Werona                    | 3:2 (25:23, 30:28, 22:25, 22:25, 20:18) Raport | Bunge Rawenna                        | 3178   | Federico Marretta           |
| 15.11.2017  | 20:30 | Sir Safety Conad Perugia             | 3:0 (25:21, 26:24, 30:28) Raport               | Diatec Trentino                      | 3849   | Massimo Colaci              |
| 8. kolejka  |       |                                      |                                                |                                      |        |                             |
| 17.11.2017  | 20:30 | Bunge Rawenna                        | 3:0 (25:19, 25:19, 25:23) Raport               | BCC Castellana Grotte                | 1881   | Enrico Diamantini           |
| 19.11.2017  | 18:00 | Tonno Callipo Calabria Vibo Valentia | 0:3 (13:25, 23:25, 23:25) Raport               | Sir Safety Conad Perugia             | 1695   | Aleksandar Atanasijević     |
| 19.11.2017  | 18:00 | Biosì Indexa Sora                    | 0:3 (20:25, 27:29, 23:25) Raport               | Calzedonia Werona                    | 2416   | Tonček Štern                |
| 19.11.2017  | 18:00 | Wixo LPR Piacenza                    | 1:3 (20:25, 24:26, 25:17, 20:25) Raport        | Kioene Padwa                         | 2019   | Luigi Randazzo              |
| 19.11.2017  | 18:00 | Gi Group Monza                       | 1:3 (20:25, 22:25, 25:20, 23:25) Raport        | Cucine Lube Civitanova               | 3592   | Jenia Grebennikov           |
| 19.11.2017  | 18:00 | Azimut Modena                        | 3:2 (25:19, 21:25, 25:21, 26:28, 15:11) Raport | Revivre Milano                       | 4599   | Earvin N’Gapeth             |
| 23.11.2017  | 20:30 | Diatec Trentino                      | 3:2 (23:25, 22:25, 25:20, 25:20, 15:10) Raport | Taiwan Excellence Latina             | 2764   | Éder Carbonera              |
| 9. kolejka  |       |                                      |                                                |                                      |        |                             |
| 24.11.2017  | 20:30 | Tonno Callipo Calabria Vibo Valentia | 0:3 (21:25, 23:25, 22:25) Raport               | Azimut Modena                        | 972    | Earvin N’Gapeth             |
| 26.11.2017  | 17:00 | Cucine Lube Civitanova               | 3:0 (28:26, 25:15, 25:21) Raport               | Sir Safety Conad Perugia             | 4517   | Taylor Sander               |
| 26.11.2017  | 18:00 | Wixo LPR Piacenza                    | 0:3 (10:25, 21:25, 20:25) Raport               | Diatec Trentino                      | 2694   | Simone Giannelli            |
| 26.11.2017  | 18:00 | Taiwan Excellence Latina             | 3:0 (25:19, 25:22, 25:19) Raport               | Bunge Rawenna                        | 1106   | Erik Shoji                  |
| 26.11.2017  | 18:00 | Revivre Milano                       | 3:0 (25:21, 25:19, 25:20) Raport               | Biosì Indexa Sora                    | 1789   | Nimir Abdel-Aziz            |
| 26.11.2017  | 18:00 | Calzedonia Werona                    | 3:1 (25:23, 25:17, 19:25, 25:21) Raport        | Gi Group Monza                       | 3040   | Mohammad Dżawad Manawineżad |
| 28.11.2017  | 20:30 | BCC Castellana Grotte                | 0:3 (21:25, 23:25, 28:30) Raport               | Kioene Padwa                         | 971    | Lazar Ćirović               |
| 10. kolejka |       |                                      |                                                |                                      |        |                             |
| 02.12.2017  | 20:30 | Gi Group Monza                       | 3:1 (25:18, 25:19, 27:29, 25:18) Raport        | Taiwan Excellence Latina             | 1722   | Donovan Džavoronok          |
| 02.12.2017  | 20:30 | Bunge Rawenna                        | 3:1 (23:25, 25:23, 25:20, 25:13) Raport        | Tonno Callipo Calabria Vibo Valentia | 1735   | Cristian Poglajen           |
| 03.12.2017  | 18:00 | Kioene Padwa                         | 0:3 (22:25, 13:25, 13:25) Raport               | Revivre Milano                       | 2842   | Nimir Abdel-Aziz            |
| 03.12.2017  | 18:00 | Calzedonia Werona                    | 0:3 (12:25, 20:25, 18:25) Raport               | Cucine Lube Civitanova               | 3982   | Osmany Juantorena           |
| 03.12.2017  | 18:00 | Sir Safety Conad Perugia             | 3:0 (25:17, 29:27, 25:11) Raport               | BCC Castellana Grotte                | 3132   | Aleksandar Atanasijević     |
| 03.12.2017  | 18:00 | Biosì Indexa Sora                    | 1:3 (17:25, 21:25, 25:23, 23:25) Raport        | Wixo LPR Piacenza                    | 1803   | Rasmus Nielsen              |
| 03.12.2017  | 18:00 | Diatec Trentino                      | 3:2 (22:25, 28:26, 23:25, 27:25, 15:11) Raport | Azimut Modena                        | 4196   | Filippo Lanza               |
| 11. kolejka |       |                                      |                                                |                                      |        |                             |
| 08.12.2017  | 18:00 | BCC Castellana Grotte                | 2:3 (25:21, 22:25, 26:28, 25:18, 17:19) Raport | Biosì Indexa Sora                    | 986    | Dušan Petković              |
| 09.12.2017  | 18:00 | Cucine Lube Civitanova               | 3:2 (25:21, 26:28, 25:21, 24:26, 16:14) Raport | Kioene Padwa                         | 2338   | Taylor Sander               |
| 10.12.2017  | 18:00 | Revivre Milano                       | 0:3 (15:25, 22:25, 17:25) Raport               | Calzedonia Werona                    | 1710   | Luca Spirito                |
| 10.12.2017  | 18:00 | Wixo LPR Piacenza                    | 3:0 (25:23, 25:15, 25:18) Raport               | Gi Group Monza                       | 2023   | Michele Baranowicz          |
| 10.12.2017  | 18:00 | Azimut Modena                        | 3:0 (25:21, 25:19, 25:18) Raport               | Bunge Rawenna                        | 4335   | Tine Urnaut                 |
| 10.12.2017  | 18:00 | Taiwan Excellence Latina             | 1:3 (39:41, 25:20, 15:25, 17:25) Raport        | Sir Safety Conad Perugia             | 1807   | Ivan Zaytsev                |
| 10.12.2017  | 18:00 | Tonno Callipo Calabria Vibo Valentia | 2:3 (20:25, 25:22, 25:27, 27:25, 12:15) Raport | Diatec Trentino                      | 1045   | Nicholas Hoag               |
| 12. kolejka |       |                                      |                                                |                                      |        |                             |
| 16.11.2017  | 20:30 | Cucine Lube Civitanova               | 3:2 (25:22, 18:25, 22:25, 25:18, 15:12) Raport | Wixo LPR Piacenza                    | 2237   | Cwetan Sokołow              |
| 13.12.2017  | 20:30 | Biosì Indexa Sora                    | 1:3 (13:25, 19:25, 25:18, 22:25) Raport        | Diatec Trentino                      | 2344   | Federico Marrazzo           |
| 16.12.2017  | 20:30 | Calzedonia Werona                    | 3:0 (25:19, 25:21, 25:22) Raport               | Tonno Callipo Calabria Vibo Valentia | 2588   | Stefano Mengozzi            |
| 17.12.2017  | 18:00 | Revivre Milano                       | 3:0 (25:16, 25:20, 25:13) Raport               | BCC Castellana Grotte                | 1497   | Ruben Schott                |
| 17.12.2017  | 18:00 | Kioene Padwa                         | 3:0 (25:20, 25:23, 25:23) Raport               | Taiwan Excellence Latina             | 2574   | Alberto Polo                |
| 17.12.2017  | 18:00 | Sir Safety Conad Perugia             | 0:3 (22:25, 23:25, 21:25) Raport               | Azimut Modena                        | 4289   | Earvin N’Gapeth             |
| 17.12.2017  | 18:00 | Gi Group Monza                       | 3:1 (20:25, 25:19, 25:17, 25:21) Raport        | Bunge Rawenna                        | 2294   | Ołeh Płotnycki              |
| 13. kolejka |       |                                      |                                                |                                      |        |                             |
| 26.12.2017  | 18:00 | Taiwan Excellence Latina             | 0:3 (18:25, 20:25, 20:25) Raport               | Revivre Milano                       | 1282   | Nimir Abdel-Aziz            |
| 26.12.2017  | 18:00 | Bunge Rawenna                        | 0:3 (22:25, 16:25, 18:25) Raport               | Sir Safety Conad Perugia             | 3636   | Aaron Russell               |
| 26.12.2017  | 18:00 | Tonno Callipo Calabria Vibo Valentia | 0:3 (21:25, 19:25, 20:25) Raport               | Biosì Indexa Sora                    | 1052   | Dušan Petković              |
| 26.12.2017  | 18:00 | Azimut Modena                        | 1:3 (21:25, 25:27, 25:21, 16:25) Raport        | Kioene Padwa                         | 4713   | Gabriele Nelli              |
| 26.12.2017  | 18:00 | Wixo LPR Piacenza                    | 2:3 (25:22, 16:25, 21:25, 27:25, 8:15) Raport  | Calzedonia Werona                    | 2297   | Tonček Štern                |
| 26.12.2017  | 18:00 | BCC Castellana Grotte                | 3:2 (15:25 25:21, 23:25, 25:17, 15:10) Raport  | Cucine Lube Civitanova               | 1661   | Athos Ferreira Costa        |
| 26.12.2017  | 18:15 | Diatec Trentino                      | 3:1 (19:25, 25:21, 25:14, 25:19) Raport        | Gi Group Monza                       | 3484   | Nicholas Hoag               |
| 14. kolejka |       |                                      |                                                |                                      |        |                             |
| 30.12.2017  | 16:30 | Revivre Milano                       | 2:3 (25:22, 25:22, 22:25, 14:25, 13:15) Raport | Diatec Trentino                      | 3598   | Uroš Kovačević              |
| 30.12.2018  | 18:00 | Biosì Indexa Sora                    | 0:3 (25:27, 17:25, 20:25) Raport               | Gi Group Monza                       | 2567   | Simon Hirsch                |
| 30.12.2018  | 18:00 | BCC Castellana Grotte                | 0:3 (21:25, 18:25, 28:30) Raport               | Azimut Modena                        | 1390   | Earvin N’Gapeth             |
| 30.12.2018  | 18:00 | Cucine Lube Civitanova               | 3:1 (25:18, 20:25, 25:10, 25:12) Raport        | Tonno Callipo Calabria Vibo Valentia | 2507   | Osmany Juantorena           |
| 30.12.2018  | 18:00 | Wixo LPR Piacenza                    | 1:3 (21:25, 18:25, 35:33, 24:26) Raport        | Bunge Rawenna                        | 1968   | Santiago Orduna             |
| 30.12.2018  | 18:15 | Kioene Padwa                         | 1:3 (25:20, 22:25, 15:25, 14:25) Raport        | Sir Safety Conad Perugia             | 4370   | Marko Podraščanin           |
| 25.01.2018  | 20:00 | Calzedonia Werona                    | 3:1 (25:18, 25:19, 21:25, 25:22) Raport        | Taiwan Excellence Latina             | 2443   | Thomas Jaeschke             |
| 15. kolejka |       |                                      |                                                |                                      |        |                             |
| 04.01.2018  | 20:30 | Bunge Rawenna                        | 0:3 (17:25, 20:25, 9:25) Raport                | Cucine Lube Civitanova               | 2254   | Micah Christenson           |
| 04.01.2018  | 20:30 | Taiwan Excellence Latina             | 3:0 (25:16, 25:15, 25:20) Raport               | BCC Castellana Grotte                | 1064   | Cristian Savani             |
| 04.01.2018  | 20:30 | Diatec Trentino                      | 3:0 (25:14, 27:25, 25:17) Raport               | Kioene Padwa                         | 3505   | Éder Carbonera              |
| 04.01.2018  | 20:30 | Gi Group Monza                       | 1:3 (25:14, 23:25, 21:25, 16:25) Raport        | Revivre Milano                       | 2877   | Nimir Abdel-Aziz            |
| 04.01.2018  | 20:30 | Azimut Modena                        | 3:1 (25:27, 25:15, 25:20, 25:20) Raport        | Biosì Indexa Sora                    | 3878   | Earvin N’Gapeth             |
| 04.01.2018  | 20:30 | Sir Safety Conad Perugia             | 3:1 (25:19, 26:28, 25:18, 25:22) Raport        | Calzedonia Werona                    | 3486   | Aaron Russell               |
| 04.01.2018  | 20:30 | Tonno Callipo Calabria Vibo Valentia | 1:3 (23:25, 25:23, 18:25, 19:25) Raport        | Wixo LPR Piacenza                    | 827    | Leonel Marshall             |
| 16. kolejka |       |                                      |                                                |                                      |        |                             |
| 07.01.2018  | 18:00 | Taiwan Excellence Latina             | 3:0 (25:19, 25:22, 25:20) Raport               | Biosì Indexa Sora                    | 1242   | Cristian Savani             |
| 07.01.2018  | 18:00 | Calzedonia Werona                    | 3:0 (26:24, 25:20, 25:22) Raport               | BCC Castellana Grotte                | 2615   | Mohammad Dżawad Manawineżad |
| 07.01.2018  | 18:00 | Sir Safety Conad Perugia             | 3:1 (25:21, 19:25, 25:18, 25:19) Raport        | Wixo LPR Piacenza                    | 3380   | Ivan Zaytsev                |
| 07.01.2018  | 18:00 | Diatec Trentino                      | 3:1 (25:18, 22:25, 25:19, 25:20) Raport        | Bunge Rawenna                        | 3195   | Filippo Lanza               |
| 07.01.2018  | 18:00 | Kioene Padwa                         | 3:1 (25:18, 23:25, 25:21, 25:16) Raport        | Tonno Callipo Calabria Vibo Valentia | 2221   | Dragan Travica              |
| 07.01.2018  | 18:00 | Cucine Lube Civitanova               | 3:1 (25:18, 23:25, 25:21, 25:19) Raport        | Revivre Milano                       | 2726   | Jenia Grebennikov           |
| 07.01.2018  | 18:00 | Gi Group Monza                       | 2:3 (18:25, 25:18, 19:25, 25:22, 13:15) Raport | Azimut Modena                        | 2985   | Tine Urnaut                 |
| 17. kolejka |       |                                      |                                                |                                      |        |                             |
| 10.01.2018  | 20:30 | Cucine Lube Civitanova               | 3:0 (25:22, 25:16, 25:16) Raport               | Taiwan Excellence Latina             | 2295   | Cwetan Sokołow              |
| 10.01.2018  | 20:30 | Revivre Milano                       | 1:3 (20:25, 25:23, 20:25, 22:25) Raport        | Sir Safety Conad Perugia             | 3356   | Aaron Russell               |
| 10.01.2018  | 20:30 | Biosì Indexa Sora                    | 2:3 (36:34, 16:25, 22:25, 25:20, 12:15) Raport | Bunge Rawenna                        | 2457   | Rasmus Breuning Nielsen     |
| 10.01.2018  | 20:30 | Tonno Callipo Calabria Vibo Valentia | 2:3 (23:25, 17:25, 25:17, 25:23, 14:16) Raport | Gi Group Monza                       | 899    | Michal Finger               |
| 10.01.2018  | 20:30 | Wixo LPR Piacenza                    | 3:2 (29:27, 17:25, 23:25, 25:23, 15:12) Raport | Azimut Modena                        | 2184   | Alessandro Fei              |
| 11.01.2018  | 20:30 | Calzedonia Werona                    | 3:0 (25:20, 25:16, 25:21) Raport               | Kioene Padwa                         | 2697   | Thomas Jaeschke             |
| 24.01.2018  | 20:30 | BCC Castellana Grotte                | 1:3 (25:23, 22:25, 25:27, 16:25) Raport        | Diatec Trentino                      | 949    | Uroš Kovačević              |
| 18. kolejka |       |                                      |                                                |                                      |        |                             |
| 13.01.2018  | 20:30 | Gi Group Monza                       | 0:3 (22:25, 18:25, 20:25) Raport               | Sir Safety Conad Perugia             | 4380   | Aaron Russell               |
| 14.01.2018  | 18:00 | Azimut Modena                        | 3:0 (25:21, 25:20, 25:15) Raport               | Calzedonia Werona                    | 4322   | Andrea Argenta              |
| 14.01.2018  | 18:00 | Bunge Rawenna                        | 0:3 (21:25, 25:27, 20:25) Raport               | Revivre Milano                       | 1888   | Klemen Čebulj               |
| 14.01.2018  | 18:00 | Diatec Trentino                      | 1:3 (13:25, 26:28, 25:20, 14:25) Raport        | Cucine Lube Civitanova               | 4024   | Cwetan Sokołow              |
| 14.01.2018  | 18:00 | Biosì Indexa Sora                    | 1:3 (23:25, 28:30, 25:23, 21:25) Raport        | Kioene Padwa                         | 1742   | Luigi Randazzo              |
| 14.01.2018  | 18:00 | Wixo LPR Piacenza                    | 3:2 (18:25, 25:23, 24:26, 25:21, 15:12) Raport | Taiwan Excellence Latina             | 2438   | Alessandro Fei              |
| 14.01.2018  | 18:00 | Tonno Callipo Calabria Vibo Valentia | 3:2 (23:25, 23:25, 25:22, 25:21, 15:9) Raport  | BCC Castellana Grotte                | 844    | Jacopo Massari              |
| 19. kolejka |       |                                      |                                                |                                      |        |                             |
| 19.01.2018  | 20:30 | Taiwan Excellence Latina             | 3:0 (25:23, 25:17, 25:20) Raport               | Tonno Callipo Calabria Vibo Valentia | 1074   | Nicolas Le Goff             |
| 20.01.2018  | 20:30 | Revivre Milano                       | 2:3 (25:23, 25:22, 20:25, 26:28, 11:15) Raport | Wixo LPR Piacenza                    | 1800   | Alessandro Fei              |
| 21.01.2018  | 18:00 | Cucine Lube Civitanova               | 0:3 (23:25, 21:25, 19:25) Raport               | Azimut Modena                        | 4485   | Tine Urnaut                 |
| 21.01.2018  | 18:00 | Sir Safety Conad Perugia             | 3:0 (25:18, 25:23, 26:24) Raport               | Biosì Indexa Sora                    | 3336   | Marko Podraščanin           |
| 21.01.2018  | 18:00 | Calzedonia Werona                    | 1:3 (20:25, 23:25, 25:19, 20:25) Raport        | Diatec Trentino                      | 4043   | Uroš Kovačević              |
| 21.01.2018  | 18:00 | BCC Castellana Grotte                | 3:2 (25:22, 19:25, 29:27, 20:25, 15:8) Raport  | Gi Group Monza                       | 1081   | Jeorjos Dziumakas           |
| 21.01.2018  | 18:00 | Kioene Padwa                         | 2:3 (24:26, 25:19, 22:25, 32:30, 13:15) Raport | Bunge Rawenna                        | 2959   | Paul Buchegger              |
| 20. kolejka |       |                                      |                                                |                                      |        |                             |
| 02.02.2018  | 20:30 | Tonno Callipo Calabria Vibo Valentia | 0:3 (17:25, 24:26, 23:25) Raport               | Revivre Milano                       | 724    | Klemen Čebulj               |
| 04.02.2018  | 18:00 | Wixo LPR Piacenza                    | 3:0 (25:14, 25:17, 25:17) Raport               | BCC Castellana Grotte                | 2075   | Aimone Alletti              |
| 04.02.2018  | 18:00 | Biosì Indexa Sora                    | 0:3 (13:25, 20:25, 19:25) Raport               | Cucine Lube Civitanova               | 2015   | Osmany Juantorena           |
| 04.02.2018  | 18:00 | Diatec Trentino                      | 0:3 (23:25, 21:25, 19:25) Raport               | Sir Safety Conad Perugia             | 4364   | Aleksandar Atanasijević     |
| 04.02.2018  | 18:00 | Azimut Modena                        | 3:0 (28:26, 25:17, 28:26) Raport               | Taiwan Excellence Latina             | 4022   | Tine Urnaut                 |
| 04.02.2018  | 18:00 | Gi Group Monza                       | 3:1 (26:28, 25:14, 25:20, 25:19) Raport        | Kioene Padwa                         | 2713   | Ołeh Płotnycki              |
| 04.02.2018  | 18:00 | Bunge Rawenna                        | 3:2 (29:27, 13:25, 29:27, 22:25, 15:9) Raport  | Calzedonia Werona                    | 2068   | Paul Buchegger              |
| 21. kolejka |       |                                      |                                                |                                      |        |                             |
| 07.02.2018  | 20:30 | Cucine Lube Civitanova               | 3:0 (25:22, 25:16, 25:18) Raport               | Gi Group Monza                       | 2274   | Osmany Juantorena           |
| 07.02.2018  | 20:30 | Sir Safety Conad Perugia             | 3:0 (25:20, 25:18, 25:21) Raport               | Tonno Callipo Calabria Vibo Valentia | 3140   | Ivan Zaytsev                |
| 07.02.2018  | 20:30 | Kioene Padwa                         | 0:3 (19:25, 19:25, 22:25) Raport               | Wixo LPR Piacenza                    | 2155   | Trévor Clévenot             |
| 07.02.2018  | 20:30 | Taiwan Excellence Latina             | 1:3 (25:21, 20:25, 18:25, 18:25) Raport        | Diatec Trentino                      | 1394   | Aidan Zingel                |
| 07.02.2018  | 20:30 | Calzedonia Werona                    | 3:1 (23:25, 25:20, 27:25, 31:29) Raport        | Biosì Indexa Sora                    | 2190   | Mohammad Dżawad Manawineżad |
| 07.02.2018  | 20:30 | Revivre Milano                       | 3:2 (22:25, 25:16, 23:25, 25:16, 20:18) Raport | Azimut Modena                        | 2466   | Klemen Čebulj               |
| 08.02.2018  | 20:30 | BCC Castellana Grotte                | 0:3 (19:25, 20:25, 35:37) Raport               | Bunge Rawenna                        | 851    | Nicolas Marechal            |
| 22. kolejka |       |                                      |                                                |                                      |        |                             |
| 10.02.2018  | 20:30 | Sir Safety Conad Perugia             | 3:1 (23:25, 25:22, 25:19, 25:20) Raport        | Cucine Lube Civitanova               | 4300   | Massimo Colaci              |
| 11.02.2018  | 18:00 | Kioene Padwa                         | 3:0 (25:13, 25:21, 25:17) Raport               | BCC Castellana Grotte                | 2669   | Alberto Polo                |
| 11.02.2018  | 18:00 | Biosì Indexa Sora                    | 0:3 (22:25, 22:25, 16:25) Raport               | Revivre Milano                       | 1907   | Klemen Čebulj               |
| 11.02.2018  | 18:00 | Diatec Trentino                      | 3:0 (25:22, 25:19, 27:25) Raport               | Wixo LPR Piacenza                    | 3673   | Nicholas Hoag               |
| 11.02.2018  | 18:00 | Bunge Rawenna                        | 3:0 (25:17, 25:18, 28:26) Raport               | Taiwan Excellence Latina             | 1696   | Cristian Poglajen           |
| 11.02.2018  | 18:00 | Gi Group Monza                       | 1:3 (21:25, 25:16, 20:25, 23:25) Raport        | Calzedonia Werona                    | 2417   | Thomas Jaeschke             |
| 11.02.2018  | 18:00 | Azimut Modena                        | 3:2 (29:31, 20:25, 25:14, 25:21, 17:15) Raport | Tonno Callipo Calabria Vibo Valentia | 4173   | Bruno Rezende               |
| 23. kolejka |       |                                      |                                                |                                      |        |                             |
| 18.02.2018  | 18:00 | Tonno Callipo Calabria Vibo Valentia | 0:3 (12:25, 22:25, 12:25) Raport               | Bunge Rawenna                        | 874    | Santiago Orduna             |
| 18.02.2018  | 18:00 | BCC Castellana Grotte                | 0:3 (21:25, 18:25, 12:25) Raport               | Sir Safety Conad Perugia             | 1537   | Ivan Zaytsev                |
| 18.02.2018  | 18:00 | Cucine Lube Civitanova               | 3:0 (27:25, 25:19, 25:19) Raport               | Calzedonia Werona                    | 3050   | Cwetan Sokołow              |
| 18.02.2018  | 18:00 | Wixo LPR Piacenza                    | 3:1 (25:12, 25:21, 21:25, 25:22) Raport        | Biosì Indexa Sora                    | 2433   | Alessandro Fei              |
| 18.02.2018  | 18:00 | Taiwan Excellence Latina             | 1:3 (14:25, 26:24, 20:25, 24:26) Raport        | Gi Group Monza                       | 1206   | Donovan Džavoronok          |
| 18.02.2018  | 18:00 | Revivre Milano                       | 3:1 (25:18, 26:24, 24:26, 28:26) Raport        | Kioene Padwa                         | 1864   | Klemen Čebulj               |
| 18.02.2018  | 18:00 | Azimut Modena                        | 2:3 (28:26, 26:28, 22:25, 25:17, 13:15) Raport | Diatec Trentino                      | 5062   | Uroš Kovačević              |
| 24. kolejka |       |                                      |                                                |                                      |        |                             |
| 21.02.2018  | 20:30 | Kioene Padwa                         | 0:3 (18:25, 19:25, 22:25) Raport               | Cucine Lube Civitanova               | 2348   | Osmany Juantorena           |
| 21.02.2018  | 20:30 | Diatec Trentino                      | 3:0 (25:16, 25:19, 25:21) Raport               | Tonno Callipo Calabria Vibo Valentia | 2929   | Filippo Lanza               |
| 21.02.2018  | 20:30 | Bunge Rawenna                        | 0:3 (18:25, 27:29, 19:25) Raport               | Azimut Modena                        | 2026   | Bruno Rezende               |
| 21.02.2018  | 20:30 | Sir Safety Conad Perugia             | 3:1 (16:25, 25:16, 25:21, 25:10) Raport        | Taiwan Excellence Latina             | 3043   | Alexander Berger            |
| 21.02.2018  | 20:30 | Calzedonia Werona                    | 3:1 (25:17, 20:25, 25:21, 25:20) Raport        | Revivre Milano                       | 2605   | Nicola Pesaresi             |
| 21.02.2018  | 20:30 | Gi Group Monza                       | 2:3 (25:21, 27:25, 21:25, 20:25, 8:15) Raport  | Wixo LPR Piacenza                    | 2171   | Michele Baranowicz          |
| 22.02.2018  | 20:30 | Biosì Indexa Sora                    | 3:1 (21:25, 25:20, 25:20, 25:16) Raport        | BCC Castellana Grotte                | 1992   | Dušan Petković              |
| 25. kolejka |       |                                      |                                                |                                      |        |                             |
| 24.02.2018  | 18:00 | Tonno Callipo Calabria Vibo Valentia | 1:3 (15:25, 25:22, 21:25, 19:25) Raport        | Calzedonia Werona                    | 802    | Tonček Štern                |
| 25.02.2018  | 18:00 | Bunge Rawenna                        | 3:0 (25:12, 25:17, 25:19) Raport               | Gi Group Monza                       | 1780   | Santiago Orduna             |
| 25.02.2018  | 18:00 | BCC Castellana Grotte                | 0:3 (19:25, 15:25, 20:25) Raport               | Revivre Milano                       | 966    | Kévin Klinkenberg           |
| 25.02.2018  | 18:00 | Diatec Trentino                      | 3:0 (25:15, 27:25, 25:21) Raport               | Biosì Indexa Sora                    | 3129   | Luca Vettori                |
| 25.02.2018  | 18:00 | Wixo LPR Piacenza                    | 2:3 (25:19, 26:28, 25:23, 19:25, 13:15) Raport | Cucine Lube Civitanova               | 2658   | Alessandro Fei              |
| 25.02.2018  | 18:00 | Taiwan Excellence Latina             | 2:3 (20:25, 25:22, 25:22, 17:25, 11:15) Raport | Kioene Padwa                         | 980    | Lazar Ćirović               |
| 25.02.2018  | 18:00 | Azimut Modena                        | 3:2 (21:25, 25:20, 25:20, 21:25, 15:13) Raport | Sir Safety Conad Perugia             | 5077   | Tine Urnaut                 |
| 26. kolejka |       |                                      |                                                |                                      |        |                             |
| 04.03.2018  | 18:00 | Sir Safety Conad Perugia             | 3:0 (25:15, 25:14, 25:19) Raport               | Bunge Rawenna                        | 3486   | Aleksandar Atanasijević     |
| 04.03.2018  | 18:00 | Cucine Lube Civitanova               | 3:0 (25:22, 25:16, 25:12) Raport               | BCC Castellana Grotte                | 2385   | Cwetan Sokołow              |
| 04.03.2018  | 18:00 | Kioene Padwa                         | 1:3 (21:25, 26:24, 24:26, 23:25) Raport        | Azimut Modena                        | 2844   | Tine Urnaut                 |
| 04.03.2018  | 18:00 | Biosì Indexa Sora                    | 3:1 (25:19, 25:21, 22:25, 26:24) Raport        | Tonno Callipo Calabria Vibo Valentia | 1441   | Dušan Petković              |
| 04.03.2018  | 18:00 | Gi Group Monza                       | 3:2 (23:25, 25:18, 27:25, 17:25, 15:8) Raport  | Diatec Trentino                      | 4026   | Michal Finger               |
| 04.03.2018  | 18:00 | Revivre Milano                       | 2:3 (30:32, 18:25, 25:16, 25:22, 10:15) Raport | Taiwan Excellence Latina             | 1773   | Saša Starović               |
| 04.03.2018  | 18:00 | Calzedonia Werona                    | 3:2 (22:25, 16:25, 31:29, 25:23, 15:13) Raport | Wixo LPR Piacenza                    | 4628   | Tonček Štern                |

#### Tabela
| Lp. | Drużyna                              | Pkt | Mecze | Mecze | Mecze | Rodzaj wyniku | Rodzaj wyniku | Rodzaj wyniku | Rodzaj wyniku | Rodzaj wyniku | Rodzaj wyniku | Sety | Sety | Sety  | Małe punkty | Małe punkty | Małe punkty |
| Lp. | Drużyna                              | Pkt | M     | W     | P     | 3:0           | 3:1           | 3:2           | 2:3           | 1:3           | 0:3           | wyg. | prz. | stos. | zdob.       | str.        | stos.       |
| --- | ------------------------------------ | --- | ----- | ----- | ----- | ------------- | ------------- | ------------- | ------------- | ------------- | ------------- | ---- | ---- | ----- | ----------- | ----------- | ----------- |
| 1   | Sir Safety Conad Perugia             | 70  | 26    | 23    | 3     | 15            | 8             | 0             | 1             | 0             | 2             | 71   | 17   | 4.18  | 2155        | 1817        | 1.19        |
| 2   | Cucine Lube Civitanova               | 64  | 26    | 22    | 4     | 12            | 7             | 3             | 1             | 1             | 2             | 69   | 25   | 2.76  | 2241        | 1994        | 1.12        |
| 3   | Azimut Modena                        | 60  | 26    | 20    | 6     | 12            | 4             | 4             | 4             | 2             | 0             | 70   | 30   | 2.33  | 2374        | 2157        | 1.1         |
| 4   | Diatec Trentino                      | 51  | 26    | 18    | 8     | 5             | 8             | 5             | 2             | 2             | 4             | 60   | 42   | 1.43  | 2355        | 2213        | 1.06        |
| 5   | Calzedonia Werona                    | 50  | 26    | 18    | 8     | 6             | 7             | 5             | 1             | 3             | 4             | 59   | 41   | 1.44  | 2287        | 2231        | 1.03        |
| 6   | Revivre Milano                       | 44  | 26    | 14    | 12    | 8             | 4             | 2             | 4             | 6             | 2             | 56   | 44   | 1.27  | 2276        | 2204        | 1.03        |
| 7   | Wixo LPR Piacenza                    | 42  | 26    | 15    | 11    | 4             | 4             | 7             | 4             | 3             | 4             | 56   | 51   | 1.1   | 2388        | 2355        | 1.01        |
| 8   | Bunge Rawenna                        | 41  | 26    | 14    | 12    | 7             | 4             | 3             | 2             | 2             | 8             | 48   | 46   | 1.04  | 2129        | 2111        | 1.01        |
| 9   | Kioene Padwa                         | 35  | 26    | 11    | 15    | 5             | 5             | 1             | 3             | 6             | 6             | 45   | 52   | 0.87  | 2163        | 2229        | 0.97        |
| 10  | Gi Group Monza                       | 28  | 26    | 9     | 17    | 2             | 5             | 2             | 3             | 8             | 6             | 41   | 60   | 0.68  | 2186        | 2274        | 0.96        |
| 11  | Taiwan Excellence Latina             | 25  | 26    | 7     | 19    | 5             | 0             | 2             | 6             | 8             | 5             | 41   | 61   | 0.67  | 2208        | 2327        | 0.95        |
| 12  | Tonno Callipo Calabria Vibo Valentia | 13  | 26    | 4     | 22    | 0             | 1             | 3             | 4             | 8             | 10            | 28   | 73   | 0.38  | 2102        | 2385        | 0.88        |
| 13  | Biosì Indexa Sora                    | 13  | 26    | 4     | 22    | 1             | 2             | 1             | 2             | 8             | 12            | 24   | 70   | 0.34  | 1994        | 2267        | 0.88        |
| 14  | BCC Castellana Grotte                | 10  | 26    | 3     | 23    | 0             | 1             | 2             | 3             | 3             | 17            | 18   | 74   | 0.24  | 1879        | 2223        | 0.85        |

Źródło: http://www.legavolley.it (wł.)
Punktacja: 3:0 i 3:1 – 3 pkt; 3:2 – 2 pkt; 2:3 – 1 pkt; 1:3 i 0:3 – 0 pkt
Zasady ustalania kolejności: 1. liczba punktów; 2. liczba zwycięstw; 3. stosunek setów; 4. stosunek małych punktów; 5. bilans w bezpośrednich meczach
     faza play-off
     faza play-out

## Faza play-off

### Drabinka
|  |              |                          |              |                        |              |              |              |                        |                          |           |           |           |           |           |           |           |  |  |        |        |        |        |        |        |        |
|  | Ćwierćfinały | Ćwierćfinały             | Ćwierćfinały | Ćwierćfinały           | Ćwierćfinały | Ćwierćfinały | Ćwierćfinały |                        |                          | Półfinały | Półfinały | Półfinały | Półfinały | Półfinały | Półfinały | Półfinały |  |  | Finały | Finały | Finały | Finały | Finały | Finały | Finały |
|  | Ćwierćfinały | Ćwierćfinały             | Ćwierćfinały | Ćwierćfinały           | Ćwierćfinały | Ćwierćfinały | Ćwierćfinały |                        |                          | Półfinały | Półfinały | Półfinały | Półfinały | Półfinały | Półfinały | Półfinały |  |  | Finały | Finały | Finały | Finały | Finały | Finały | Finały |
|  |              |                          |              |                        |              |              |              |                        |                          |           |           |           |           |           |           |           |  |  |        |        |        |        |        |        |        |
|  |              |                          |              |                        |              |              |              |                        |                          |           |           |           |           |           |           |           |  |  |        |        |        |        |        |        |        |
|  | 1            | Sir Safety Conad Perugia | 3            | 2                      | 3            |              |              |                        |                          |           |           |           |           |           |           |           |  |  |        |        |        |        |        |        |        |
|  | 1            | Sir Safety Conad Perugia | 3            | 2                      | 3            |              |              |                        |                          |           |           |           |           |           |           |           |  |  |        |        |        |        |        |        |        |
|  | 8            | Bunge Rawenna            | 1            | 3                      | 0            |              |              |                        |                          |           |           |           |           |           |           |           |  |  |        |        |        |        |        |        |        |
|  | 8            | Bunge Rawenna            | 1            | 3                      | 0            |              |              | 1                      | Sir Safety Conad Perugia | 3         | 2         | 3         | 0         | 3         |           |           |  |  |        |        |        |        |        |        |        |
|  |              |                          |              |                        |              |              |              | 1                      | Sir Safety Conad Perugia | 3         | 2         | 3         | 0         | 3         |           |           |  |  |        |        |        |        |        |        |        |
|  |              |                          | 4            | Diatec Trentino        | 1            | 3            | 2            | 3                      | 0                        |           |           |           |           |           |           |           |  |  |        |        |        |        |        |        |        |
|  | 4            | Diatec Trentino          | 4            | Diatec Trentino        | 1            | 3            | 2            | 3                      | 0                        | 3         | 2         | 3         |           |           |           |           |  |  |        |        |        |        |        |        |        |
|  | 4            | Diatec Trentino          |              |                        |              |              |              |                        |                          |           |           | 3         |           |           |           |           |  |  |        |        |        |        |        |        |        |
|  | 5            | Calzedonia Werona        | 2            | 3                      | 0            |              |              |                        |                          |           |           |           |           |           |           |           |  |  |        |        |        |        |        |        |        |
|  | 5            | Calzedonia Werona        | 2            | 3                      | 0            |              |              | 1                      | Sir Safety Conad Perugia | 3         | 2         | 3         | 1         | 3         |           |           |  |  |        |        |        |        |        |        |        |
|  |              |                          |              |                        |              |              |              |                        |                          |           |           |           |           |           |           |           |  |  |        |        |        |        |        |        |        |
|  |              |                          | 2            | Cucine Lube Civitanova | 1            | 3            | 1            | 3                      | 0                        |           |           |           |           |           |           |           |  |  |        |        |        |        |        |        |        |
|  | 2            | Cucine Lube Civitanova   | 2            | Cucine Lube Civitanova | 1            | 3            | 1            | 3                      | 0                        | 3         | 3         |           |           |           |           |           |  |  |        |        |        |        |        |        |        |
|  | 2            | Cucine Lube Civitanova   |              |                        |              |              |              |                        |                          |           |           |           |           |           |           |           |  |  |        |        |        |        |        |        |        |
|  | 7            | Wixo LPR Piacenza        | 0            | 2                      |              |              |              |                        |                          |           |           |           |           |           |           |           |  |  |        |        |        |        |        |        |        |
|  | 7            | Wixo LPR Piacenza        | 0            | 2                      |              |              | 2            | Cucine Lube Civitanova | 3                        | 1         | 3         | 3         |           |           |           |           |  |  |        |        |        |        |        |        |        |
|  |              |                          |              |                        |              |              |              | Cucine Lube Civitanova | 3                        | 1         | 3         | 3         |           |           |           |           |  |  |        |        |        |        |        |        |        |
|  |              |                          | 3            | Azimut Modena          | 2            | 3            | 2            | 1                      |                          |           |           |           |           |           |           |           |  |  |        |        |        |        |        |        |        |
|  | 3            | Azimut Modena            | 3            | Azimut Modena          | 2            | 3            | 2            | 1                      | 3                        | 3         |           |           |           |           |           |           |  |  |        |        |        |        |        |        |        |
|  | 3            | Azimut Modena            |              |                        |              |              |              |                        |                          |           |           |           |           |           |           |           |  |  |        |        |        |        |        |        |        |
|  | 6            | Revivre Milano           | 2            | 1                      |              |              |              |                        |                          |           |           |           |           |           |           |           |  |  |        |        |        |        |        |        |        |
|  | 6            | Revivre Milano           | 2            | 1                      |              |              |              |                        |                          |           |           |           |           |           |           |           |  |  |        |        |        |        |        |        |        |

### Faza play-out/awans o miejsca 5-12
(do 2 zwycięstw)
| Data       | Godz. | Gospodarz                | Rezultat                         | Gość                     | Widzów | MVP           |
| ---------- | ----- | ------------------------ | -------------------------------- | ------------------------ | ------ | ------------- |
| 10.03.2018 | 20:30 | Taiwan Excellence Latina | 3:0 (25:18, 25:22, 25:16 Raport) | BCC Castellana Grotte    | 802    | Carmelo Gitto |
| 21.03.2018 | 20:30 | BCC Castellana Grotte    | 0:3 (13:25, 21:25, 23:25 Raport) | Taiwan Excellence Latina | 437    | Yūki Ishikawa |

| Data       | Godz. | Gospodarz                            | Rezultat                                       | Gość                                 | Widzów | MVP            |
| ---------- | ----- | ------------------------------------ | ---------------------------------------------- | ------------------------------------ | ------ | -------------- |
| 11.03.2018 | 18:00 | Tonno Callipo Calabria Vibo Valentia | 3:1 (25:23, 12:25, 25:18, 25:20 Raport)        | Biosì Indexa Sora                    | 879    | Jacopo Massari |
| 18.03.2018 | 18:00 | Biosì Indexa Sora                    | 3:1 (25:14, 8:25, 25:23, 25:20 Raport)         | Tonno Callipo Calabria Vibo Valentia | 862    | Rasmus Nielsen |
| 25.03.2018 | 18:00 | Tonno Callipo Calabria Vibo Valentia | 3:2 (17:25, 20:25, 25:18, 25:16, 15:12 Raport) | Biosì Indexa Sora                    | 716    | François Lecat |

### Mecze o miejsca 5-12
(do 2 zwycięstw)
| Data       | Godz. | Gospodarz                            | Rezultat                                | Gość                                 | Widzów | MVP             |
| ---------- | ----- | ------------------------------------ | --------------------------------------- | ------------------------------------ | ------ | --------------- |
| 31.03.2018 | 18:00 | Tonno Callipo Calabria Vibo Valentia | 1:3 (25:23, 18:25, 18:25, 19:25 Raport) | Calzedonia Werona                    | 641    | Tonček Štern    |
| 07.04.2018 | 20:30 | Calzedonia Werona                    | 3:1 (26:28, 25:22, 25:18, 25:18 Raport) | Tonno Callipo Calabria Vibo Valentia | 1827   | Aleks Grozdanow |

| Data       | Godz. | Gospodarz     | Rezultat                                       | Gość          | Widzów | MVP                    |
| ---------- | ----- | ------------- | ---------------------------------------------- | ------------- | ------ | ---------------------- |
| 01.04.2018 | 18:00 | Kioene Padwa  | 3:1 (25:14, 26:28, 25:20, 25:22 Raport)        | Bunge Rawenna | 1314   | Luigi Randazzo         |
| 07.04.2018 | 18:00 | Bunge Rawenna | 3:2 (25:22, 23:25, 20:25, 25:23, 15:11 Raport) | Kioene Padwa  | 740    | Miguel David Gutiérrez |

| Data       | Godz. | Gospodarz                | Rezultat                                       | Gość                     | Widzów | MVP               |
| ---------- | ----- | ------------------------ | ---------------------------------------------- | ------------------------ | ------ | ----------------- |
| 31.03.2018 | 20:30 | Taiwan Excellence Latina | 3:2 (25:11, 21:25, 25:23, 22:25, 15:11 Raport) | Revivre Milano           | 869    | Yūki Ishikawa     |
| 08.04.2018 | 18:00 | Revivre Milano           | 0:3 (22:25, 23:25, 22:25 Raport)               | Taiwan Excellence Latina | 1079   | Gabriele Maruotti |

| Data       | Godz. | Gospodarz         | Rezultat                                      | Gość              | Widzów | MVP                 |
| ---------- | ----- | ----------------- | --------------------------------------------- | ----------------- | ------ | ------------------- |
| 31.03.2018 | 20:30 | Gi Group Monza    | 3:1 (25:17, 19:25, 25:23, 27:25 Raport)       | Wixo LPR Piacenza | 1205   | Donovan Džavoronok  |
| 07.04.2018 | 20:30 | Wixo LPR Piacenza | 2:3 (25:15, 19:25, 21:25, 25:20, 7:15 Raport) | Gi Group Monza    | 1158   | Gabriele Di Martino |

### Mecze o miejsca 5-8
(do 2 zwycięstw)
| Data       | Godz. | Gospodarz         | Rezultat                                                      | Gość              | Widzów | MVP          |
| ---------- | ----- | ----------------- | ------------------------------------------------------------- | ----------------- | ------ | ------------ |
| 14.04.2018 | 20:30 | Kioene Padwa      | 3:2 (21:25, 25:23, 25:23, 23:25, 20:18 Raport)                | Calzedonia Werona | 1379   | Alberto Polo |
| 21.04.2018 | 20:30 | Calzedonia Werona | 3:2 (25:20, 23:25, 23:25, 25:15, 15:5 złoty set 15:17 Raport) | Kioene Padwa      | 2068   | Alberto Polo |

| Data       | Godz. | Gospodarz                | Rezultat                                       | Gość                     | Widzów | MVP            |
| ---------- | ----- | ------------------------ | ---------------------------------------------- | ------------------------ | ------ | -------------- |
| 15.04.2018 | 18:00 | Taiwan Excellence Latina | 2:3 (22:25, 25:19, 25:21, 20:25, 11:15 Raport) | Gi Group Monza           | 933    | Yūki Ishikawa  |
| 22.04.2018 | 18:00 | Gi Group Monza           | 3:0 (25:22, 25:22, 25:22 Raport)               | Taiwan Excellence Latina | 1448   | Ołeh Płotnycki |

### Mecze o 5 miejsce
(do 2 zwycięstw)
| Data       | Godz. | Gospodarz    | Rezultat                                       | Gość           | Widzów | MVP           |
| ---------- | ----- | ------------ | ---------------------------------------------- | -------------- | ------ | ------------- |
| 29.04.2018 | 18:00 | Kioene Padwa | 2:3 (25:21, 21:25, 18:25, 25:23, 10:15 Raport) | Gi Group Monza | 1530   | Stefano Gozzo |

### Ćwierćfinały
(do 2 zwycięstw)
| Data       | Godz. | Gospodarz                | Rezultat                                       | Gość                     | Widzów | MVP                     |
| ---------- | ----- | ------------------------ | ---------------------------------------------- | ------------------------ | ------ | ----------------------- |
| 10.03.2018 | 20:30 | Sir Safety Conad Perugia | 3:1 (20:25, 26:24, 28:26, 25:19 Raport)        | Bunge Rawenna            | 2012   | Massimo Colaci          |
| 18.03.2018 | 18:00 | Bunge Rawenna            | 3:2 (20:25, 25:23, 27:25, 29:31, 15:12 Raport) | Sir Safety Conad Perugia | 2600   | Paul Buchegger          |
| 25.03.2018 | 18:00 | Sir Safety Conad Perugia | 3:0 (25:19, 25:18, 25:23 Raport)               | Bunge Rawenna            | 3712   | Aleksandar Atanasijević |

| Data       | Godz. | Gospodarz         | Rezultat                                       | Gość              | Widzów | MVP           |
| ---------- | ----- | ----------------- | ---------------------------------------------- | ----------------- | ------ | ------------- |
| 11.03.2018 | 18:00 | Diatec Trentino   | 3:2 (25:23, 25:17, 19:25, 24:26, 15:13 Raport) | Calzedonia Werona | 3237   | Luca Vettori  |
| 17.03.2018 | 20:30 | Calzedonia Werona | 3:2 (25:23, 21:25, 23:25, 26:24, 15:13 Raport) | Diatec Trentino   | 3712   | Stephen Maar  |
| 25.03.2018 | 18:00 | Diatec Trentino   | 3:0 (25:20, 25:22, 25:15 Raport)               | Calzedonia Werona | 3091   | Filippo Lanza |

| Data       | Godz. | Gospodarz              | Rezultat                                       | Gość                   | Widzów | MVP               |
| ---------- | ----- | ---------------------- | ---------------------------------------------- | ---------------------- | ------ | ----------------- |
| 11.03.2018 | 18:00 | Cucine Lube Civitanova | 3:0 (25:21, 25:20, 25:14 Raport)               | Wixo LPR Piacenza      | 2840   | Osmany Juantorena |
| 18.03.2018 | 18:00 | Wixo LPR Piacenza      | 2:3 (25:16, 11:25, 11:25, 25:22, 13:15 Raport) | Cucine Lube Civitanova | 1824   | Micah Christenson |

| Data       | Godz. | Gospodarz      | Rezultat                                       | Gość           | Widzów | MVP             |
| ---------- | ----- | -------------- | ---------------------------------------------- | -------------- | ------ | --------------- |
| 11.03.2018 | 18:00 | Azimut Modena  | 3:2 (26:24, 25:27, 25:19, 21:25, 15:12 Raport) | Revivre Milano | 4348   | Earvin N’Gapeth |
| 18.03.2018 | 18:15 | Revivre Milano | 1:3 (27:25, 21:25, 19:25, 19:25 Raport)        | Azimut Modena  | 3122   | Maxwell Holt    |

### Półfinały
(do 3 zwycięstw)
| Data       | Godz. | Gospodarz                | Rezultat                                       | Gość                     | Widzów | MVP              |
| ---------- | ----- | ------------------------ | ---------------------------------------------- | ------------------------ | ------ | ---------------- |
| 29.03.2018 | 20:30 | Sir Safety Conad Perugia | 3:1 (25:23, 18:25, 25:23, 25:22 Raport)        | Diatec Trentino          | 2857   | Alexander Berger |
| 01.04.2018 | 18:00 | Diatec Trentino          | 3:2 (26:24, 13:25, 19:25, 25:23, 15:10 Raport) | Sir Safety Conad Perugia | 3516   | Luca Vettori     |
| 07.04.2018 | 18:00 | Sir Safety Conad Perugia | 3:2 (25:27, 25:13, 21:25, 25:17, 15:13 Raport) | Diatec Trentino          | 3921   | Ivan Zaytsev     |
| 15.04.2018 | 18:00 | Diatec Trentino          | 3:0 (25:22, 26:24, 25:23 Raport)               | Sir Safety Conad Perugia | 4004   | Simone Giannelli |
| 19.04.2018 | 20:30 | Sir Safety Conad Perugia | 3:0 (25:12, 25:20, 30:28 Raport)               | Diatec Trentino          | 4026   | Ivan Zaytsev     |

| Data       | Godz. | Gospodarz              | Rezultat                                       | Gość                   | Widzów | MVP            |
| ---------- | ----- | ---------------------- | ---------------------------------------------- | ---------------------- | ------ | -------------- |
| 28.03.2018 | 20:30 | Cucine Lube Civitanova | 3:2 (25:22, 21:25, 25:16, 21:25, 15:13 Raport) | Azimut Modena          | 3241   | Taylor Sander  |
| 01.04.2018 | 18:00 | Azimut Modena          | 3:1 (25:16, 29:27, 22:25, 25:23 Raport)        | Cucine Lube Civitanova | 5003   | Bruno Rezende  |
| 08.04.2018 | 18:00 | Cucine Lube Civitanova | 3:2 (27:25, 33:35, 25:16, 22:25, 21:19 Raport) | Azimut Modena          | 4107   | Cwetan Sokołow |
| 15.04.2018 | 18:00 | Azimut Modena          | 1:3 (19:25, 25:19, 20:25, 28:30 Raport)        | Cucine Lube Civitanova | 5065   | Cwetan Sokołow |

### Finał
(do 3 zwycięstw)
| Data       | Godz. | Gospodarz                | Rezultat                                       | Gość                     | Widzów | MVP                     |
| ---------- | ----- | ------------------------ | ---------------------------------------------- | ------------------------ | ------ | ----------------------- |
| 22.04.2018 | 18:00 | Sir Safety Conad Perugia | 3:1 (25:21, 22:25, 25:18, 25:23 Raport)        | Cucine Lube Civitanova   | 3852   | Ivan Zaytsev            |
| 25.04.2018 | 19:30 | Cucine Lube Civitanova   | 3:2 (22:25, 24:26, 25:17, 25:23, 15:11 Raport) | Sir Safety Conad Perugia | 4320   | Dragan Stanković        |
| 28.04.2018 | 20:30 | Sir Safety Conad Perugia | 3:1 (25:21, 25:21, 21:25, 25:23 Raport)        | Cucine Lube Civitanova   | 4098   | Aleksandar Atanasijević |
| 01.05.2018 | 18:00 | Cucine Lube Civitanova   | 3:1 (25:19, 24:26, 25:19, 25:20 Raport)        | Sir Safety Conad Perugia | 4327   | Osmany Juantorena       |
| 06.05.2018 | 18:00 | Sir Safety Conad Perugia | 3:0 (25:22, 25:23, 27:25 Raport)               | Cucine Lube Civitanova   | 4291   | Aleksandar Atanasijević |

## Transfery
| Cucine Lube Civitanova | Cucine Lube Civitanova |
| Przychodzą | Odchodzą |
| --- | --- |
| - Giampaolo Medei (I trener) (Tours VB) - Taylor Sander (Al-Arabi Dauha) - Tsimafei Zhukouski (Berlin Recycling Volleys) - Andrea Marchisio (Tuscania Volley) - Sebastiano Milan (Kioene Padwa) | - Gianlorenzo Blengini (I trener) - Klemen Čebulj (Revivre Milano) - Denis Kaliberda (Ziraat Bankası Ankara) - Nicola Pesaresi (Calzedonia Werona) - Antonio Corvetta (Marconi Volley Spoleto) |

| Diatec Trentino | Diatec Trentino |
| Przychodzą | Odchodzą |
| --- | --- |
| - Uroš Kovačević (Calzedonia Werona) - Éder Carbonera (Funvic Taubaté) - Nicholas Hoag (Revivre Milano) - Jan Kozamernik (ACH Volley Lublana) - Renee Teppan (Hypo Tirol Innsbruck) - Aidan Zingel (Calzedonia Werona) - Luca Vettori (Azimut Modena) - Daniele De Pandis (Exprivia Neldiritto Molfetta) - Pier Paolo Partenio (Exprivia Neldiritto Molfetta) - Oreste Cavuto (Caloni Agnelli Bergamo) | - Sebastián Solé (Funvic Taubaté) - Tine Urnaut (Azimut Modena) - Simon Van De Voorde (Pajkan Teheran) - Jan Štokr (Dukla Liberec) - Massimo Colaci (Sir Safety Conad Perugia) - Oleg Antonow (Tonno Callipo Calabria Vibo Valentia) - Gabriele Nelli (Kioene Padwa) - Matteo Burgsthaler (zakończenie kariery) - Daniele Mazzone (Azimut Modena) - Tiziano Mazzone (Bunge Rawenna) - Alessandro Blasi (powrót na studia) |

| Sir Safety Conad Perugia | Sir Safety Conad Perugia |
| Przychodzą | Odchodzą |
| --- | --- |
| - James Shaw (Kioene Padwa) - Leo Andrić (Effector Kielce) - Tommi Siirilä (GFC Ajaccio) - Massimo Colaci (Diatec Trentino) - Simone Anzani (Calzedonia Werona) - Fabio Ricci (Bunge Rawenna) - Andrea Cesarini (Emma Villas Siena) | - Welizar Czernokożew (Dobrudża Dobricz) - Mihajlo Mitić (Gazprom-Jugra Surgut) - Simone Buti (Gi Group Monza) - Emanuele Birarelli (Calzedonia Werona) - Federico Tosi (Azimut Modena) - Andrea Bari (Monini Spoleto) - Matteo Paris (BCC Castellana Grotte) - Alessandro Franceschini (Club Italia Crai Roma) |

| Azimut Modena | Azimut Modena |
| Przychodzą | Odchodzą |
| --- | --- |
| - Radostin Stojczew (I trener) - Bruno Rezende (SESI São Paulo) - Tine Urnaut (Diatec Trentino) - Maarten Van Garderen (Bunge Rawenna) - Jennings Franciskovic (University of Hawaii) - Daniele Mazzone (Diatec Trentino) - Giulio Sabbi (Exprivia Neldiritto Molfetta) - Federico Tosi (Sir Safety Conad Perugia) - Andrea Argenta (Potenza Picena) - Elia Bossi (Bunge Rawenna) - Giulio Pinali - Alberto Marra | - Lorenzo Tubertini (I trener) (Tonno Callipo Calabria Vibo Valentia) - Kévin Le Roux (Dinamo Moskwa) - Santiago Orduna (Bunge Rawenna) - Nemanja Petrić (Halkbank Ankara) - Luca Vettori (Diatec Trentino) - Matteo Piano (Revivre Milano) - Dragan Travica (Kioene Padwa) - Jacopo Massari (Tonno Callipo Calabria Vibo Valentia) - Samuel Onwuelo (Conad Reggio Emilia) - Nicola Salsi (Club Italia Crai Roma) |
| w trakcie sezonu | |
| - Czono Penczew (Iraklis Saloniki) (21.11.2017) | |

| Calzedonia Werona | Calzedonia Werona |
| Przychodzą | Odchodzą |
| --- | --- |
| - Thomas Jaeschke (Asseco Resovia) - Alen Pajenk (Fenerbahçe SK) - Stephen Maar (Kioene Padwa) - Mohammad Dżawad Manawineżad (Pajkan Teheran) - Aleks Grozdanow (Dobrudża Dobricz) - Luca Spirito (Bunge Rawenna) - Nicola Pesaresi (Cucine Lube Civitanova) - Federico Marretta (Revivre Milano) - Emanuele Birarelli (Sir Safety Conad Perugia) | - Uroš Kovačević (Diatec Trentino) - Alexandre Ferreira (KB Insurance Stars) - François Lecat (Tonno Callipo Calabria Vibo Valentia) - Aidan Zingel (Diatec Trentino) - Simone Anzani (Sir Safety Conad Perugia) - Luigi Randazzo (Kioene Padwa) - Michele Baranowicz (Wixo LPR Piacenza) - Andrea Giovi (Emma Villas Siena) |

| Wixo LPR Piacenza | Wixo LPR Piacenza |
| Przychodzą | Odchodzą |
| --- | --- |
| - Tamir Avraham Hershko (University of California, Irvine) - Yvan Kody (Conad Reggio Emilia) - Michele Baranowicz (Calzedonia Werona) - Alessandro Fei (Taiwan Excellence Latina) - Ludovico Giuliani (San Severino Volley) | - Fernando Hernández Ramos (Halkbank Ankara) - Raydel Hierrezuelo Aguirre (Halkbank Ankara) - Jeorjos Dziumakas (BCC Castellana Grotte) - Samuele Papi (zakończenie kariery) - Hristo Zlatanov (zakończenie kariery) - Luca Tencati (zakończenie kariery) |

| Gi Group Monza | Gi Group Monza |
| Przychodzą | Odchodzą |
| --- | --- |
| - Brett Walsh (University of Alberta) - Michal Finger (VfB Friedrichshafen) - Kawika Shoji (Lokomotiw Nowosybirsk) - Jake Langlois (Brigham Young University) - Simone Buti (Sir Safety Conad Perugia) - Rocco Barone (Tonno Callipo Calabria Vibo Valentia) - Federico Mazza (Pool Libertas Cantù) | - Leandro Vissotto Neves (Brasil Kirin Campinas) - Nikola Jovović (Arkas Spor Izmir) - Christian Fromm (Arkas Spor Izmir) - Pieter Verhees (Tonno Callipo Calabria Vibo Valentia) - Andrea Galliani (Monini Spoleto) - Nicola Daldello (Revivre Milano) |
| w trakcie sezonu | |
| - Ołeh Płotnycki (Łokomotyw Charków) (23.11.2017) | |

| Tonno Callipo Calabria Vibo Valentia | Tonno Callipo Calabria Vibo Valentia |
| Przychodzą | Odchodzą |
| --- | --- |
| - Lorenzo Tubertini (I trener) (Azimut Modena) - Damian Domagała (SMS PZPS Spała) - Benjamin Patch (Brigham Young University) - François Lecat (Calzedonia Werona) - Pieter Verhees (Gi Group Monza) - Oleg Antonow (Diatec Trentino) - Jacopo Massari (Azimut Modena) - Luca Presta (BCC Castellana Grotte) | - Waldo Kantor (I trener) (Al-Hilal) - Thiago Alves (Copel Telecom Maringá Vôlei) - Carlos Eduardo Barreto Silva (szuka klubu) - Baptiste Geiler (Stade Poitevin Poitiers) - Filip Rejlek (VK ČEZ Karlovarsko) - Peter Michalovič (Jarosławicz Jarosław) - Rocco Barone (Gi Group Monza) - Enrico Diamantini (Bunge Rawenna) - Graziano Maccarone (Potenza Picena) |
| w trakcie sezonu | |
| - Marcelo Fronckowiak (I trener) (11.01.2018) - Sérgio Luiz Felix Júnior (Omonia Nikozja) (09.02.2018) | - Lorenzo Tubertini (I trener) (szuka klubu) (05.01.2018) - Oleg Antonow (Ziraat Bankası Ankara) (30.01.2018) |

| Bunge Rawenna | Bunge Rawenna |
| Przychodzą | Odchodzą |
| --- | --- |
| - Nicolas Marechal (Büyükşehir Belediyesi Stambuł) - Paul Buchegger (Pallavolo Impavida Ortona) - Santiago Orduna (Azimut Modena) - Cristian Poglajen (Lomas Vóley) - Krasimir Georgiew (CSKA Sofia) - Miguel David Gutiérrez (Villa Clara) - Tiziano Mazzone (Diatec Trentino) - Enrico Diamantini (Tonno Callipo Calabria Vibo Valentia) - Matteo Pistolesi (Taiwan Excellence Latina) - Marco Vitelli (Exprivia Molfetta) | - Maurice Torres (ZAKSA Kędzierzyn-Koźle) - Julien Lyneel (Fudan University Shanghai) - Maarten Van Garderen (Azimut Modena) - Branimir Grozdanow (Arago de Sète) - Conrad Kaminski (Academy United) - Luca Spirito (Calzedonia Werona) - Fabio Ricci (Sir Safety Conad Perugia) - Elia Bossi (Azimut Modena) - Giacomo Leoni (Acqua Fonteviva Massa) - Simone Calarco (Acqua Fonteviva Massa) |

| Taiwan Excellence Latina | Taiwan Excellence Latina |
| Przychodzą | Odchodzą |
| --- | --- |
| - Vincenzo Di Pinto (I trener) (Exprivia Molfetta) - Erik Shoji (Lokomotiw Nowosybirsk) - Saša Starović (PAOK Saloniki) - Nicolas Le Goff (Büyükşehir Belediyesi Stambuł) - Jordan Corteggiani (Chaumont VB 52 Haute-Marne) - Jakub Kovač (COP Trenčín) - Huang Pei-hung (Taichung Bank Club) - Cristian Savani (Ziraat Bankası Ankara) - Carlo De Angelis (Caloni Agnelli Bergamo) | - Daniele Bagnoli (I trener) (Ural Ufa) - Rozalin Penczew (Personal Bolivar) - Kévin Klinkenberg (Revivre Milano) - Danger Quintana (Minas Tênis Clube) - Bojan Strugar (MAS Niki Aiginiou) - Alessandro Fei (Wixo LPR Piacenza) - Fabio Fanuli (Revivre Milano) - Matteo Pistolesi (Bunge Rawenna) |

| Kioene Padwa | Kioene Padwa |
| Przychodzą | Odchodzą |
| --- | --- |
| - Lazar Koprivica (SCMU Craiova) - Lazar Ćirović (Panathinaikos Ateny) - Petar Premović (OK Vojvodina Nowy Sad) - Luigi Randazzo (Calzedonia Werona) - Dragan Travica (Azimut Modena) - Gabriele Nelli (Diatec Trentino) - Alberto Polo (Exprivia Neldiritto Molfetta) - Matteo Sperandio (Biosì Indexa Sora) - Milan Peslac (Gi Group Monza) - Stefano Gozzo (Pallavolo Motta di Livenza) | - Stephen Maar (Calzedonia Werona) - Danijel Koncilja (Nice VB) - James Shaw (Sir Safety Conad Perugia) - Taylor Averill (Revivre Milano) - Filip Šestan (OK Mladost Marina Kaštela) - Jacob Link (Gioiella Micromilk Gioia del Colle) - Sebastiano Milan (Cucine Lube Civitanova) - Stefano Giannotti (Monini Spoleto) - Michele Fedrizzi (Emma Villas Siena) - Francesco Zoppellari (Ceramica Scarabeo Gcf Roma) |

| Biosì Indexa Sora | Biosì Indexa Sora |
| Przychodzą | Odchodzą |
| --- | --- |
| - Mario Barbiero (I trener) (Club Italia Crai Roma) - Dušan Petković (Al Rayyan SC) - Rasmus Nielsen (Revivre Milano) - Alex Duncan-Thibault (York University) - Kupono Fey (University of Hawaii) - Mitchell Penning (Pepperdine University) - Edoardo Caneschi (Club Italia Crai Roma) | - Bruno Bagnoli (I trener) (Emma Villas Siena) - Swetosław Gocew (Tours VB) - Dienis Kalinin (Dinamo Moskwa) - Radziwon Miskiewicz (Ural Ufa) - Francesco De Marchi (Acqua Fonteviva Massa) - Matteo Sperandio (Kioene Padwa) - Nicola Tiozzo (Ceramica Scarabeo Gcf Roma) - Marco Corsetti (szuka klubu) |

| Revivre Milano | Revivre Milano |
| Przychodzą | Odchodzą |
| --- | --- |
| - Andrea Giani (I trener) - Klemen Čebulj (Cucine Lube Civitanova) - Ruben Schott (Berlin Recycling Volleys) - Nimir Abdel-Aziz (Stade Poitevin Poitiers) - Kévin Klinkenberg (Taiwan Excellence Latina) - Taylor Averill (Kioene Padwa) - Matteo Piano (Azimut Modena) - Fabio Fanuli (Taiwan Excellence Latina) - Nicola Daldello (Gi Group Monza) - Alessandro Preti (Ceramica Globo Civita Castellana) - Alessandro Piccinelli (Club Italia Crai Roma) | - Luca Monti (I trener) (Marconi Spoleto) - Paweł Adamajtis (ACS Volei Municipal Zalău) - Nicholas Hoag (Diatec Trentino) - Todor Skrimow (NOWA Nowokujbyszewsk) - Rasmus Nielsen (Biosì Indexa Sora) - Dante Boninfante (zakończenie kariery) - Federico Marretta (Calzedonia Werona) - Giorgio De Togni (BCC Castellana Grotte) - Andrea Galaverna (szuka klubu) - Gabriele Rudi (szuka klubu) |
| w trakcie sezonu | |
| - Ángel Pérez (Gigantes de Adjuntas) (22.11.2017) | |

| BCC Castellana Grotte | BCC Castellana Grotte |
| Przychodzą | Odchodzą |
| --- | --- |
| - Miłosz Hebda (Trefl Gdańsk) - Jeorjos Dziumakas (Wixo LPR Piacenza) - Athos Ferreira da Costa (Olympiakos Pireus) - Giorgio De Togni (Revivre Milano) - Matteo Paris (Sir Safety Conad Perugia) - Marco Zauli (Volley Forlì) - Federico Rossatti (Conad Reggio Emilia) | - Luca Presta (Tonno Callipo Calabria Vibo Valentia) - Danilo De Santis (Messaggerie Bacco Catania) - Augusto Quarta (Acqua Fonteviva Massa) - Leonardo Parisi (Potenza Picena) - Francesco Astarita (Pag Taviano) |